# أوزغه أوزبيرينتشجي
أوزغه أوزبيرينتشجي (بالتركية: Özge Özpirinçci)‏ هي ممثلة تركية ولدت في يوم 1 أبريل 1986 في مدينة إسطنبول في تركيا، مثلت في عدة مسلسلات تركية وهي سنوات الصفصاف في 2007 ومسلسل أحلام بريئة في 2009 ومسلسل الوشاح الأحمر ومسلسل شارع الظلام في 2012 ومسلسل تتار رمضان في 2013 وفلم الوداع في 2010 وفيلم حماة الأناضول في 2011 وفي مسلسل العشق مجددا في 2016 وفي مسلسل امرأة في 2017.

## روابط خارجية
- أوزغه أوزبيرينتشجي على موقع IMDb (الإنجليزية)
- أوزغه أوزبيرينتشجي على موقع روتن توميتوز (الإنجليزية)
- أوزغه أوزبيرينتشجي على موقع قاعدة بيانات الأفلام العربية
- أوزغه أوزبيرينتشجي على موقع ألو سيني (الفرنسية)
- أوزغه أوزبيرينتشجي على موقع أول موفي (الإنجليزية)
- أوزغه أوزبيرينتشجي على موقع قاعدة بيانات الفيلم (الإنجليزية)
- أوزغه أوزبيرينتشجي على موقع كينوبويسك (الروسية)